# Los Pozos, Querétaro Arteaga
Los Pozos är en ort i Mexiko.   Den ligger i kommunen San Joaquín och delstaten Querétaro Arteaga, i den centrala delen av landet, 170 km norr om huvudstaden Mexico City. Los Pozos ligger 2 383 meter över havet och antalet invånare är 118.
Terrängen runt Los Pozos är varierad. Runt Los Pozos är det ganska glesbefolkat, med 38 invånare per kvadratkilometer. Närmaste större samhälle är Santa Ana, 1,3 km norr om Los Pozos. I omgivningarna runt Los Pozos växer i huvudsak blandskog.